# Josef Homeyer
Pour les articles homonymes, voir Homeyer.
Josef Homeyer, né le 1er août 1929 à Harsewinkel en Rhénanie-du-Nord-Westphalie et décédé le 30 mars 2010 à Hildesheim en Basse-Saxe, est un prélat catholique allemand. Il a été ordonné évêque en 1983 et a été l'évêque du diocèse de Hildesheim de 1983 à 2004.

## Biographie
Josef Homeyer est né le 1er août 1929 à Harsewinkel en Rhénanie-du-Nord-Westphalie en Allemagne. Le 11 février 1958, il a été ordonné prêtre pour le diocèse de Münster en Rhénanie-du-Nord-Westphalie.
En 1983, il a été nommé évêque du diocèse de Hildesheim en Rhénanie-du-Nord-Westphalie par le pape Jean-Paul II. Il a été consacré évêque le 13 novembre suivant par Joseph Höffner avec comme co-consécrateurs Heinrich Maria Janssen (de), Heinrich Machens (de), Johannes Joachim Degenhardt et Heinrich Pachowiak (de). Il s'est retiré de cette position le 20 août 2004 et continua de servir en tant qu'évêque émérite.
En 2005, la ville de Hildesheim l'a nommé citoyen d'honneur. Il meurt le 30 mars 2010 à l'âge de 80 ans.

## Succession apostolique
Josef Homeyer a ordonné les évêques suivants :
- Évêque Hans-Georg Koitz (1992)
- Évêque Nikolaus Schwerdtfeger (1995)

## Annexe